# کورتیس هیبرت
کورتیس هیبرت (به انگلیسی: Curtis Hibbert) ژیمناست زادهٔ ۲ سپتامبر ۱۹۶۶ میلادی اهل کشور کانادا است.